# هاري تايلور (ضابط)
هاري تايلور (بالإنجليزية: Harry Taylor)‏ هو ضابط أمريكي، ولد في 1862 في Tilton, New Hampshire ‏ في الولايات المتحدة، وتوفي في 1930 في واشنطن العاصمة في الولايات المتحدة بسبب ذات الرئة.